# Chambolle-Musigny
Chambolle-Musigny – miejscowość i gmina we Francji, w regionie Burgundia-Franche-Comté, w departamencie Côte-d’Or.
Według danych na rok 1990 gminę zamieszkiwało 355 osób, a gęstość zaludnienia wynosiła 47 osób/km² (wśród 2044 gmin Burgundii Chambolle-Musigny plasuje się na 565. miejscu pod względem liczby ludności, natomiast pod względem powierzchni na miejscu 1074.).